# George Hammond (Diplomat)

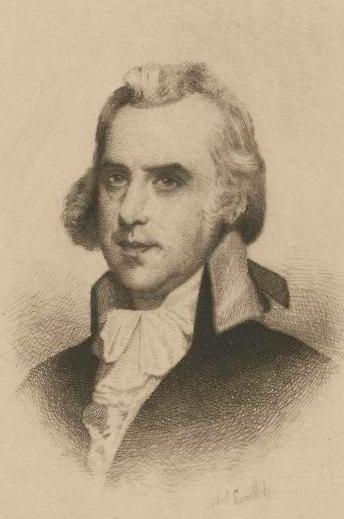
George Hammond

George Hammond (* 1763 bei Kingston upon Hull; † 22. April 1853 in London) war ein britischer Diplomat und erster britischer Botschafter in den Vereinigten Staaten.

## Leben
Hammond wurde 1763 als Jüngstes von zwölf Kindern des Kaufmannes William Hammond (1727–1793) und seiner Frau Ann Bean († 1785) geboren. Am 6. März 1780 immatrikulierte er sich am Merton College der Universität Oxford, wo er vier Jahre später seinen Bachelor of Arts erhielt. Seine ersten diplomatischen Erfahrungen erhielt er 1783 als Sekretär des David Hartley bei den Verhandlungen um den Vertrag von Paris, der den Amerikanischen Unabhängigkeitskrieg beendete. Hammonds akademische Lehre war weiterhin erfolgreich; 1787 wurde er Fellow, ein Jahr später erhielt er seinen Master of Arts. Wenig später wurde er Sekretär in der britischen Botschaft in Wien, später in Kopenhagen und Madrid.
Unterstützt durch die einflussreiche Grenville-Familie erhielt er 1791 den Posten des ersten britischen Botschafter in den Vereinigten Staaten. Beeinflusst wurde seine Beförderung durch sein Mitwirken an den Friedensverhandlungen 1783. Sein offizieller Titel war minister-plenipotentiary; Erst 1893 entsandte das Vereinigte Königreich Botschafter in die Vereinigten Staaten. Die vorläufige Hauptstadt der USA Philadelphia erreichte er am 23. Oktober 1791. Dort würde er auch in den Vereinigten Staaten eine bedeutende Nebenrolle spielen; Anglo- und Franko-Amerikanische Beziehungen rückten nämlich mit Krisen wie der Genêt-Affäre in den Mittelpunkt der in den 1790ern extrem polarisierten US-amerikanischen Parteipolitik. Zu den Hauptzielen Hammonds gehörte die Umsetzung der Punkte vier bis sechs des Vertrags von Paris, die den Umgang mit Schulden und Loyalisten regulierten, wobei er auf den Widerstand des frankophilen und anglophoben Außenministers Thomas Jefferson traf. Dieser forderte nämlich eine Umsetzung des Punktes sieben, der den Rückzug aller britischer Truppen aus US-amerikanischem Territorium forderte. Auch mit dessen Nachfolger Edmund Randolph und dem französischen Botschafter zerstritt er sich. 1794 zog er sich begleitet von Kritik von Seiten der Presse nach New York City zurück.
Ein bedeutender Meilenstein in frühen anglo-amerikanischen Beziehungen war der Jay Treaty, der in den USA extrem unpopulär war. Öffentliche Demonstrationen fanden vor den Häusern der wichtigsten Vertreter des Vertrags statt, zu denen auch Hammond gehörte, der sie als große Beleidigung aufnahm. Kurz darauf enthüllte Hammond, dass Randolph dem französischen Botschafter Staatsgeheimnisse verriet, was Randolphs Rücktritt zur Folge hatte. Hammond kehrte 1795 nach England zurück.
Am 20. Mai 1793 heiratete er die Amerikanerin Margaret Allen († 1838), die Tochter des loyalistischen Attorney General von Pennsylvania Andrew Allen. Mit ihr hatte er zwei Töchter und drei Söhne, darunter der Diplomat Edmund Hammond, der als Baron Hammond geadelt wurde.
Nach seiner Rückkehr nach London ernannte ihn der Außenminister William Grenville, 1. Baron Grenville zu seinem under secretary. Neben einer kurzzeitigen Unterbrechung 1806/7 diente er zwischen 1795 und 1809 insgesamt dreizehn Jahre. 1797 arbeitete er mit seinem Freund George Canning an der Toryzeitung The Anti-Jacobin. Zwischen 1815 und der Auflösung des Komitees 1828 arbeitete er in einem Komitee zur Entschädigung britischer Bürger, die in den Koalitionskriegen zu Schaden gekommen waren. Er starb am 22. April 1853 im Alter von neunzig Jahren.